# میلتون (حوزه سرشماری)، شهرستان ساراتوگا، نیویورک
میلتون (به انگلیسی: Milton) یک منطقهٔ مسکونی در ایالات متحده آمریکا است که در شهرستان ساراتوگا، نیویورک واقع شده‌است. میلتون ۳٫۸ کیلومتر مربع مساحت و ۲٬۶۹۲ نفر جمعیت دارد.